# Финке, Георг Эрнст Фридрих фон
Барон Георг Эрнст Фридрих фон Финке (нем. Georg Freiherr von Vincke; 15 мая 1811 или 5 мая 1811, Haus Busch, Вестфалия — 3 июня 1875, Бад-Энхаузен, Северный Рейн-Вестфалия) — прусский политический деятель.
Сын Фридриха Людвига Вильгельма Филиппа фон Финке. Получил юридическое образование в Гёттингенском университете, занимал судебные должности в Мюнстере и Миндене. В 1843 и 1845 годах был членом вестфальского областного ландтага. Известность впервые получил своей энергичной защитой конституционных принципов против феодально-дворянских притязаний в Объединённом ландтаге 1847 года.
В германском парламенте 1848 года Финке примкнул к правой, оставаясь, однако, деятельным сторонником конституционного строя в английском духе. В конце 1849 года, сделавшись членом первого прусского ландтага, продолжил отстаивать умеренно-конституционные принципы. В эрфуртском парламенте он выступил горячим защитником идеи объединения Германии и содействовал основанию готской партии. В прусском ландтаге 1850—1855 годов энергично боролся с реакционной политикой министерства Мантейфеля. 25 марта 1852 года дрался на дуэли с О. фон Бисмарком.
В 1858 году Финке стал во главе либеральной партии в нижней палате прусского ландтага, оказывая поддержку так называемому «министерству новой эры», скоро, однако, павшему вследствие конфликта из-за военной реформы. В 1866 году основал новую фракцию, также старолиберальную, лидером которой он состоял и в северогерманском рейхстаге 1867 года. Финке считался одним из выдающихся политических ораторов своего времени; речи его отличались большой ясностью, остроумием и находчивостью.